# Диопсид
Диопси́д — минерал, силикат из группы пироксенов, кристаллизующийся в моноклинной сингонии. Название происходит от греческих корней δυ- — два, двойной и ὄψις — вид, обличье. Известен также под названиями малаколит (от «малакос» — мягкий) и алалит (от названия реки Ала в одноимённом городе в Италии, в долине которой был впервые обнаружен).

## Состав. Разновидности
Химическая формула — CaMg(Si2O6). Содержание оксида кальция СаО составляет 25,9 %, оксида магния MgO — 18,5 %; оксида кремния SiO — 55,6 %. Обычны примеси железа, марганца, алюминия, хрома, ванадия, титана. В зависимости от присутствия тех или иных примесей, различают следующие разновидности:
- виолан (Mn3+) — фиолетовый, голубой;
- шефферит (Mn);
- цинковый шефферит (Zn, Mn);
- джефферсонит (Mn, Zn, Fe);
- хромдиопсид (Cr) — изумрудный;
- лавровит (V, Cr) — яблочно-зелёный.

Известны также чёрные диопсиды с астеризмом, диопсиды с эффектом «кошачьего глаза».

## Свойства
- твёрдость по шкале Мооса — 5,5—6
- плотность — 3,25—3,55 г/см³; возрастает с увеличением содержания железа или хрома
- показатели преломления: nα = 1,663—1,699, nβ = 1,671—1,705, nγ = 1,693—1,728
- двупреломление 0,024—0,031
- угол оптических осей 2V = 56—64°
- нерадиоактивен.

Блеск стеклянный. Спайность совершенная по призме (110) с углом 87°.
Плеохроизм у чистого диопсида отсутствует, у разновидностей наблюдается — от жёлто-зелёного до изумрудно-зелёного (хромдиопсид) и от бледно-зелёного до коричнево-зелёного (геденбергит). Иногда в ультрафиолетовых лучах наблюдается свечение голубого или желтовато-коричневого цвета.

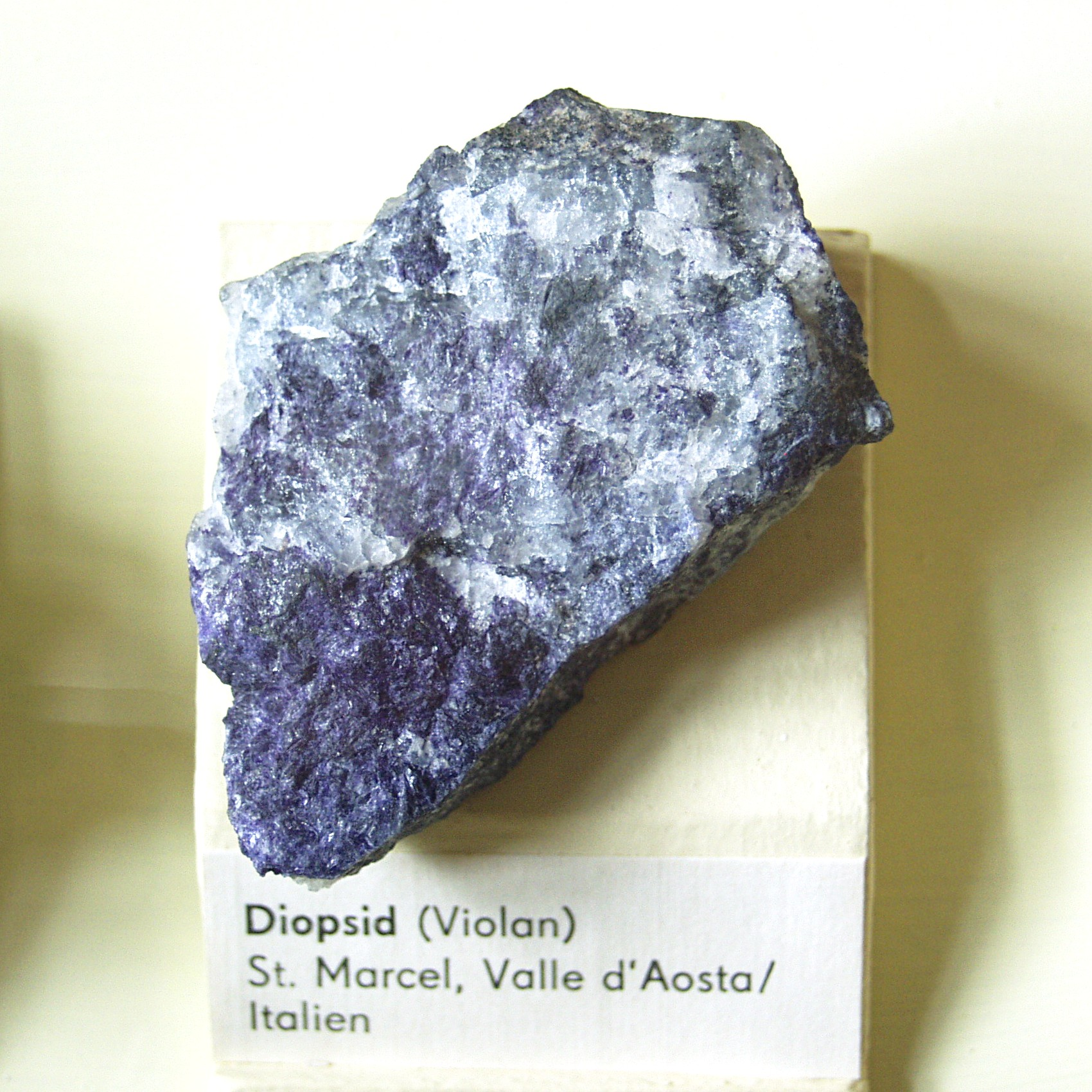
Виолан

## Месторождения
Диопсид часто встречается в природе в виде призматических кристаллов. Широко распространён в изверженных и метаморфических породах, обнаружен в галечниках (Шри-Ланка). Крупные ювелирные камни обычно не превышают 15—20 карат. В Смитсоновском музее (США) хранится чёрный диопсид, найденный в Индии, массой 133 карата, в американском Музее натуральной истории — зелёный диопсид массой 38 карат.
Месторождения диопсида и его разновидностей есть в Бирме, Канаде (Онтарио), Италии, Австралии, США (Калифорния, Иллинойс), Индии, Финляндии, ЮАР (Кимберли). В России минерал встречается в Мурманской области, в Прибайкалье (Слюдянка), в Свердловской области (Асбест, Баженовское месторождение), в Инаглинском месторождении на Алдане.